# ОФК шампионат у фудбалу за жене
ОФК шампионат у фудбалу за жене (енгл. OFC Women's Nations Cup, енгл. OFC Women's Championship) је међународно такмичење за женске репрезентације у фудбалу које припадају Фудбалској конфедерацији Океаније (ОФК). Одржавао се сваке три године од 1983. до 1989. Тренутно се турнир одржава у нерегуларним интервалима. Од 12 одржаних турнира, Нови Зеланд је освојио шест.
Такмичење је служило као квалификациони турнир за Светско првенство у фудбалу за жене од 1991. године. Године 2007. такмичење је одржано на Папуи Новој Гвинеји по други пут. Тонга и Соломонска Острва су по први пут учествовали на турниру са четири тима. Шест екипа су се повукле са турнира.
Последње издање одиграно је у јулу 2022. на Фиџију и по први пут је победила Папуа Нова Гвинеја.
Само четири нације су освојиле трофеј: Аустралија (3 пута), Нови Зеланд (6 пута), Кинески Тајпеј (2 пута) и Папуа Нова Гвинеја (1 пут).
Аустралија је престала да буде члан ОФКа 1. јануара 2006. године, пошто је изабрала да се придружи Азијској фудбалској конфедерацији (АФК), и стога више не учествује на турниру.

## Историја

### Први турнири (1983–1989)
ОФК женски Куп нација почео је 1983. године (као ОФК првенство за жене). Прво издање одржано је у Новој Каледонији, а победио је Нови Зеланд, пошто је победио Аустралију са 3 : 2 у Нумеи. На овом издању учествовали су и Нова Каледонија и Фиџи.
Нови Зеланд је био домаћин другог издања овог шампионата 1986. године. Кинески Тајпеј је постао шампион пошто је победило Аустралију са 4 : 1. Други тим Новог Зеланда је такође играо на овом турниру.
Кинески Тајпеј је поново победио 1989. године, на тлу Аустралије, против Новог Зеланда. Ово издање је обележило деби Папуе Нове Гвинеје, која је изгубила све своје утакмице.

### Прве квалификације за Светско првенство (1991–1995)
Турнир се 1991. године вратио у Аустралији; са само три екипе: домаћини, Нови Зеланд и Папуа Нова Гвинеја. Ово такмичење је такође послужило као квалификациони процес за Светско првенство у фудбалу за жене 1991. године. Нови Зеланд је завршио први и квалификовао се за Светско првенство.
Папуа Нова Гвинеја је 1995. била домаћин. Ово издање представљало је исте тимове из претходног издања. Аустралија је овога пута освојила турнир и квалификовала се за Светско првенство у фудбалу за жене 1995. у Шведској.

### 1998 до данас
Америчка Самоа и Самоа дебитовале су 1998. године. Овог пута такмичење се одржало у Аустралији која је била и победник такмичења. Аустралија је поново победила 2003. године. Ово је било њихово последње учешће на шампионату пре преласка у Азијску фудбалску конфедерацију 2006. године.
Сва следећа издања освојио је Нови Зеланд, а Папуа Нова Гвинеја на другом месту.

## Резултати
Четири најбоље пласиране екипе до сада су биле:
| Изд | Година | Домаћин            | Финале               | Финале          | Финале               | Плеј-оф за треће место | Плеј-оф за треће место         | Плеј-оф за треће место | Број екипа |
| Изд | Година | Домаћин            | Шампион              | Рез             | 2. место             | 3. место               | Рез                            | . место                | Број екипа |
| --- | ------ | ------------------ | -------------------- | --------------- | -------------------- | ---------------------- | ------------------------------ | ---------------------- | ---------- |
| 1   | 1983   | Нова Каледонија    | · Нови Зеланд        | 3 : 2           | · Аустралија         | · Нова Каледонија      | Бергеров систем                | · Фиџи                 | 4          |
| 2   | 1986   | Нови Зеланд        | · Кинески Тајпеј     | 4 : 1           | · Аустралија         | · Нови Зеланд          | 0 : 0 (п. с. н.) (3 : 1, пен.) | · Нови Зеланд Б        | 4          |
| 3   | 1989   | Аустралија         | · Кинески Тајпеј     | 1 : 0           | · Нови Зеланд        | · Аустралија           | Бергеров систем                | · Аустралија Б         | 5          |
| 4   | 1991   | Аустралија         | · Нови Зеланд        | Бергеров систем | · Аустралија         | · Папуа Нова Гвинеја   | н/п                            | н/п                    | 3          |
| 5   | 1994   | Папуа Нова Гвинеја | · Аустралија         | Бергеров систем | · Нови Зеланд        | · Папуа Нова Гвинеја   | н/п                            | н/п                    | 3          |
| 6   | 1998   | Нови Зеланд        | · Аустралија         | 3 : 1           | · Нови Зеланд        | · Папуа Нова Гвинеја   | 7 : 1                          | · Фиџи                 | 6          |
| 7   | 2003   | Аустралија         | · Аустралија         | Бергеров систем | · Нови Зеланд        | · Папуа Нова Гвинеја   | Бергеров систем                | · Самоа                | 5          |
| 8   | 2007   | Папуа Нова Гвинеја | · Нови Зеланд        | Бергеров систем | · Папуа Нова Гвинеја | · Тонга                | Бергеров систем                | · Соломонова Острва    | 4          |
| 9   | 2010   | Нови Зеланд        | · Нови Зеланд        | 11 : 0          | · Папуа Нова Гвинеја | · Кукова Острва        | 2 : 0                          | · Соломонова Острва    | 8          |
| 10  | 2014   | Папуа Нова Гвинеја | · Нови Зеланд        | Бергеров систем | · Папуа Нова Гвинеја | · Кукова Острва        | Бергеров систем                | · Тонга                | 4          |
| 11  | 2018   | Нова Каледонија    | · Нови Зеланд        | 8 : 0           | · Фиџи               | · Папуа Нова Гвинеја   | 7 : 1                          | · Нова Каледонија      | 8          |
| 12  | 2022   | Фиџи               | · Папуа Нова Гвинеја | 2 : 1           | · Фиџи               | · Соломонова Острва    | 1 : 1 (п. с. н.) (6 : 5, пен.) | · Самоа                | 9          |

Белешке
1. 1 2 3  Плеј-оф за треће место који је требало да се одигра између Аустралије и Аустралије Б је отказан због воде на терену, па је за коначну табелу коришћен њихов пласман у групи.[3]

## Статистика

### Најбоље четири репрезентације
| Екипа              | Шампион                                | Друго место                | Треће место                      | Четврто место  |
| ------------------ | -------------------------------------- | -------------------------- | -------------------------------- | -------------- |
| Нови Зеланд        | 6 (1983, 1991, 2007, 2010, 2014, 2018) | 4 (1989, 1994, 1998, 2003) | 1 (1986)                         | –              |
| Аустралија         | 3 (1994, 1998, 2003)                   | 3 (1983, 1986, 1991)       | 1 (1989)                         | –              |
| Кинески Тајпеј     | 2 (1986, 1989)                         | –                          | –                                | –              |
| Папуа Нова Гвинеја | 1 (2022)                               | 3 (2007, 2010, 2014)       | 5 (1991, 1994, 1998, 2003, 2018) | –              |
| Фиџи               | –                                      | 2 (2018, 2022)             | –                                | 2 (1983, 1998) |
| Кукова Острва      | –                                      | –                          | 2 (2010, 2014)                   | –              |
| Соломонова Острва  | –                                      | –                          | 1 (2022)                         | 2 (2007, 2010) |
| Нова Каледонија    | –                                      | –                          | 1 (1983)                         | 1 (2018)       |
| Тонга              | –                                      | –                          | 1 (2007)                         | 1 (2014)       |
| Аустралија Б       | –                                      | –                          | 1 (1989)                         | –              |
| Самоа              | –                                      | –                          | –                                | 2 (2003, 2022) |
| Нови Зеланд Б      | –                                      | –                          | –                                | 1 (1986)       |

### Нације учеснице
Легенда
| - 1. – Шампионке - 2. – Другопласиране - 3. – Треће место - 4. – Четврто место - ПФ – Полуфинале - ЧФ – Четвртфинале - ГФ – Групна фаза | - к – Квалификоване - • – Нису се кваклификовале - × – Нису учествовале - × – Одустале пре квалификација - — Одустале/Дисквалификоване после квалификација - – Домаћин |

| Екипа                | 1983 | 1986 | 1989 | 1991 | 1994 | 1998 | 2003 | 2007 | 2010 | 2014 | 2018 | 2022 | Укупно |
| -------------------- | ---- | ---- | ---- | ---- | ---- | ---- | ---- | ---- | ---- | ---- | ---- | ---- | ------ |
| Нови Зеланд          | 1.   | 3.   | 2.   | 1.   | 2.   | 2.   | 2.   | 1.   | 1.   | 1.   | 1.   | ×    | 11     |
| Папуа Нова Гвинеја   | —    | ×    | 5.   | 3.   | 3.   | 3.   | 3.   | 2.   | 2.   | 2.   | 3.   | 1.   | 10     |
| Аустралија           | 2.   | 2.   | 3.   | 2.   | 1.   | 1.   | 1.   |      |      |      |      |      | 7      |
| Кукова Острва        | —    | —    | —    | —    | —    | —    | 5.   | ×    | 3.   | 3.   | ГФ   | ЧФ   | 5      |
| Фиџи                 | 4.   | —    | —    | —    | —    | 4.   | ×    | ×    | ГФ   | —    | 2.   | 2.   | 5      |
| Тонга                | —    | —    | —    | —    | —    | —    | ×    | 3.   | ГФ   | 4.   | ГФ   | ЧФ   | 5      |
| Самоа                | —    | —    | —    | —    | —    | ГФ   | 4.   | ×    | —    | —    | ГФ   | 4.   | 4      |
| Кинески Тајпеј       | —    | 1.   | 1.   |      |      |      |      |      |      |      |      |      | 2      |
| Нова Каледонија      | 3.   | —    | —    | —    | —    | —    | —    | ×    | —    | —    | 4.   | ЧФ   | 3      |
| Соломонова Острва    | —    | —    | —    | —    | —    | —    | —    | 4.   | 4.   | —    | •    | 3.   | 3      |
| Француска Полинезија | —    | —    | —    | —    | —    | —    | ×    | ×    | ГФ   | —    | ГФ   | ЧФ   | 3      |
| Америчка Самоа       | —    | —    | —    | —    | —    | ГФ   | ×    | —    | —    | —    | •    | ×    | 1      |
| Аустралија Б         | —    | —    | 4.   | —    | —    | —    | —    |      |      |      |      |      | 1      |
| Нови Зеланд Б        | —    | 4.   | —    | —    | —    | —    | —    | —    | —    | —    | —    | —    | 1      |
| Вануату              | —    | —    | —    | —    | —    | —    | ×    | ×    | ГФ   | —    | •    | ГФ   | 2      |

Белешке
1. 1 2 3 4 5 6  Бивши члан ОФКа, али сада члан Азијске фудбалске конфедерације.
2. 1 2  Плеј-оф за треће место између Аустралије и Аустралије Б је отказан због воде на терену, па се користио њихов групни пласман.
3. ↑  Нова Каледонија је учествовала и била домаћин турнира 1983. године, али није била члан ОФКа или ФИФА до 2004. године.
4. 1 2  Други тим репрезентације